# Woodacre (Kalifornija)
Woodacre je naseljeno područje za statističke svrhe u američkoj saveznoj državi Kalifornija. Prema popisu stanovništva iz 2010. u njemu je živjelo 1.348 stanovnika.